# ای. آر. تی. استودیوز
A.R.T. Studios نام استودیوی موسیقی خصوصی تهیه‌کنندهٔ موسیقی، مایکل کرتو است که در عمارت وی واقع در تپه‌های ایبیزای اسپانیا می‌باشد.

این استودیو به وسیلهٔ گانتر ونجر (Gunter Wagner) و برند استبر (Bernd Steber) (سیدنی/استرالیا) طراحی و ساخته شد و برای ضبط تمام کارهای کرتو استفاده شده‌است. (انیگما، ساندرا، Trance Atlantic Air Waves).

## اتاق کنترل
برند استبر، ایدهٔ این‌که تمام تجهیزات مربوط به امور صدایی را پشت یک پردهٔ با اندازهٔ طبیعی که می‌شد آن را از یک طرف اتاق به طرف دیگر گسترس داد و مانند یک تصویر، نقاشی شده بود عملی کرد. این هنرمند، نقاشی یک آسمان شبانه را همراه هزاران ستاره و چند سحابی ستاره‌ای نزدیک، مشابه عکس‌های گرفته‌شده از تلسکوپ فضایی هابل نقاشی کرد. دیوارها به وسیلهٔ بلوک‌هایی از ماسه‌سنگ‌های پرمنفذ در معرض دید ساخته شده‌اند و به نظر می‌آید که به طرزی غیرطبیعی درست زیر سقف ترک خورده‌اند. بلندگوهای استودیویی و تجهیزات خارجی، درون این دیوارهای ماسه‌سنگی جاسازی شده‌اند و ورودی به درون اتاق از بین دو قوس ماسه‌سنگی عربی از عقب می‌باشد. کف زمین با پوششی کلی پوشیده شده‌است و روی آن تصویری از سطح کرهٔ ماه چاپ شده. یک پنجرهٔ قوسی در جلوی اتاق که به منظره‌ای به سوی پایین به دریا باز می‌شود وجود دارد.

## جزئیات فنی
تمام تجهیزات خارجی به پایانهٔ دیجیتالی با سیم مرتبط هستند که به‌طور سفارشی بر اساس شیوهٔ کاری کرتو به وسیلهٔ AMEK و German Company Mega Audio ساخته شد. این پایانه از نظر اندازه کوچک است اما 160 ورودی برای جمع‌آوری بیشترین سیگنال‌های آمده از هرگونه منبع midi، رایانه یا میکروفن بدون نیاز به دهانهٔ سرهم‌کننده دارد. این امر ممکن است چرا که تمام اجزای فعال در بیرون و در چارچوب‌های بزرگ در اتاق ماشین واقع‌اند. این باعث می‌شود که تمام سروصداها و گرمای غیرلازم خارج از اتاق کنترل بمانند و هم‌چنین از اندازهٔ فیزیکی می‌کاهد.
تمام ضبط‌کردن‌ها با سیستم سخت‌افراری Protools و آخرین نسخهٔ نرم‌افزاری Logic Audio Platinum شرکت Emagic انجام می‌شود. نمونه‌بردارهای نرم‌افزاری مانند Samplecell و Steinberg's Halion به همراه PC-based StudioSampler همگی به هم متصل و بر اساس نیاز با یکدیگر مطابق شده‌اند. جعبه‌های فراوانی پر از مدول‌های Midi و نمونه‌بردارهای سخت‌افزاری و نیز یک سری گزینشی از سیستم‌های reverbکننده (یک افکت موسیقی که صدا از یک آمپلیفایر (یا یک وسیلهٔ موسیقی با دامنهٔ نوسان بالا) طنین‌انداز می‌شود)، مانند Lexicon 480 و 960 به همراه reverbهای متفاوت‌تر مانند Yamaha REV1, REV7 and REV9 و Eventide DRP9000 و Dynacord DRP20 وجود دارند. کامل‌کنندهٔ این وسایل Waveframe 1000 قدیمی کرتو می‌باشد. Waveframe 1000 دستگاهی بود که باعث شد انیگما در سال 1990 در رتبهٔ یک قرار گیرد. این دستگاه اولین دستگاه دیجیتالی «Studio-in-a-box» کاملاحرفه‌ای بود.سیستم نرخ نمونه‌برداری باثبات (constant sampling rate system) این دستگاه ممتاز است و قسمت تصحیح نمونه‌ها و آرشیوکردن هنوز هم بی‌همتا است. سیستم فرابینی (monitoring system) به‌طور اختصاصی به وسیلهٔ شرکت Quested Acoustics طراحی و ساخته شد.